# 스포츠가 좋아요
《스포츠가 좋아요》는 대한민국 SBS에서 방송했던 SBS의 스포츠뉴스 프로그램이다.